# 宇津木めぐみ
宇津木 めぐみ（うつぎ めぐみ、1987年7月10日 - ）は、日本のタレント、女子フットサル選手。本名は全て漢字表記の宇津木 恵美（読み同じ）で、フットサル関連の活動をする際にはこちらの名義を用いる。

## 来歴
神奈川県出身。姉は同じく女子フットサル選手の宇津木有香、妹は女子サッカー選手の宇津木瑠美。
兄の影響でサッカーを始め、地元のサッカークラブで活動。中学校在学時には、妹の瑠美とともに日テレ・メニーナに所属した。瑠美はベレーザに昇格してサッカー日本女子代表（なでしこジャパン）入りを果たすが、宇津木は腰に怪我を負って治療に専念せざるを得なくなり、メニーナ脱退を決意する。
その後は、進学先の湘南学院高等学校で女子サッカー部に所属。そのままサッカーを続けるも、腰の悪化により試合中に倒れ、ドクターストップがかかる。神奈川県の選抜選手に指名されていたが、代表試合には出場できなかった。
高校2年時には再び腰の治療に専念する。また、亡き父の意向もあって将来の目標を芸能界へと切り替え、3年時（2005年）の夏にエイベックス・アーティストアカデミーに入学する。同年、姉の有香が所属するチームでフットサルをやってみたのが縁で阿久津貴志と知り合い、彼がコーチを務めていた芸能人女子フットサルチーム・TEAM dream（チームドリーム）に加入する。
2008年10月、chakuchaku J.b（チャクチャク ジェイビー）のキーパーコーチでもあった森裕城が代表取締役を務めるヴィヴィアンへ移籍する。
2010年からは、姉の所属チームでもある ceu paleta*A&S（セウパレータ エーアンドエス）で活動している。
芸能活動の開始から10年後（高校卒業から9年後）の2015年7月、カナダで行われるFIFA女子ワールドカップの決勝になでしこジャパンが出場するのに際し、宇津木は瑠美の姉としてスポーツニッポンからインタビューを受けた。その際に、自身も神奈川県リーグ1部のチームに所属するフットサル選手であること、そして取材時点で妊娠8か月であることなどが報じられた。

## 出演

### テレビ番組
- 恋するフットサル（フジテレビ）
- 芸能人㊙密着24時!天使が見てる（フジテレビ）

### CM
- ハウスの麦茶（ハウス食品）
- スフィアリーグ 芸能人女子フットサル（フジテレビ）
- お台場冒険王（フジテレビ）